# Eltejp

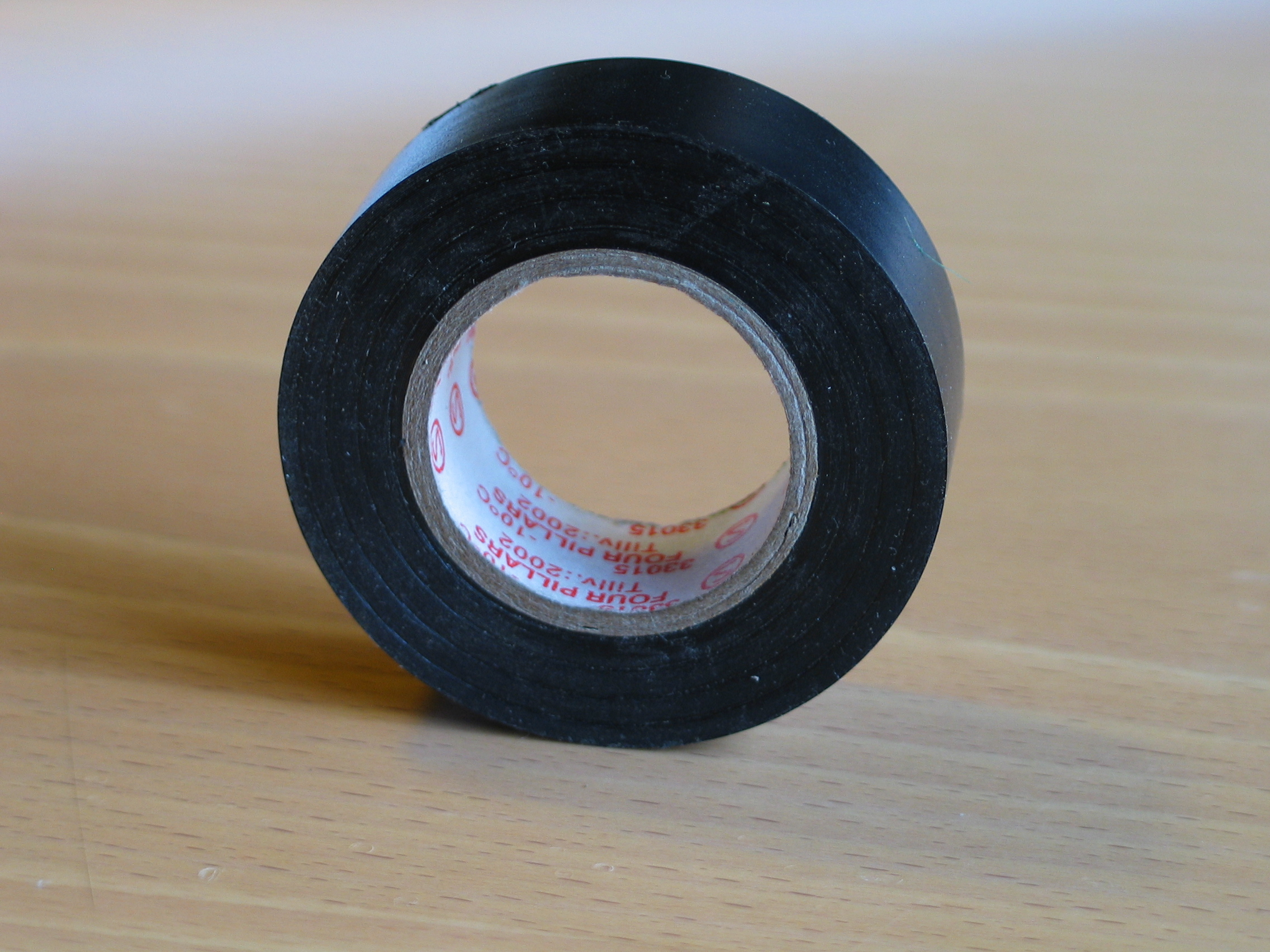
Svart eltejp

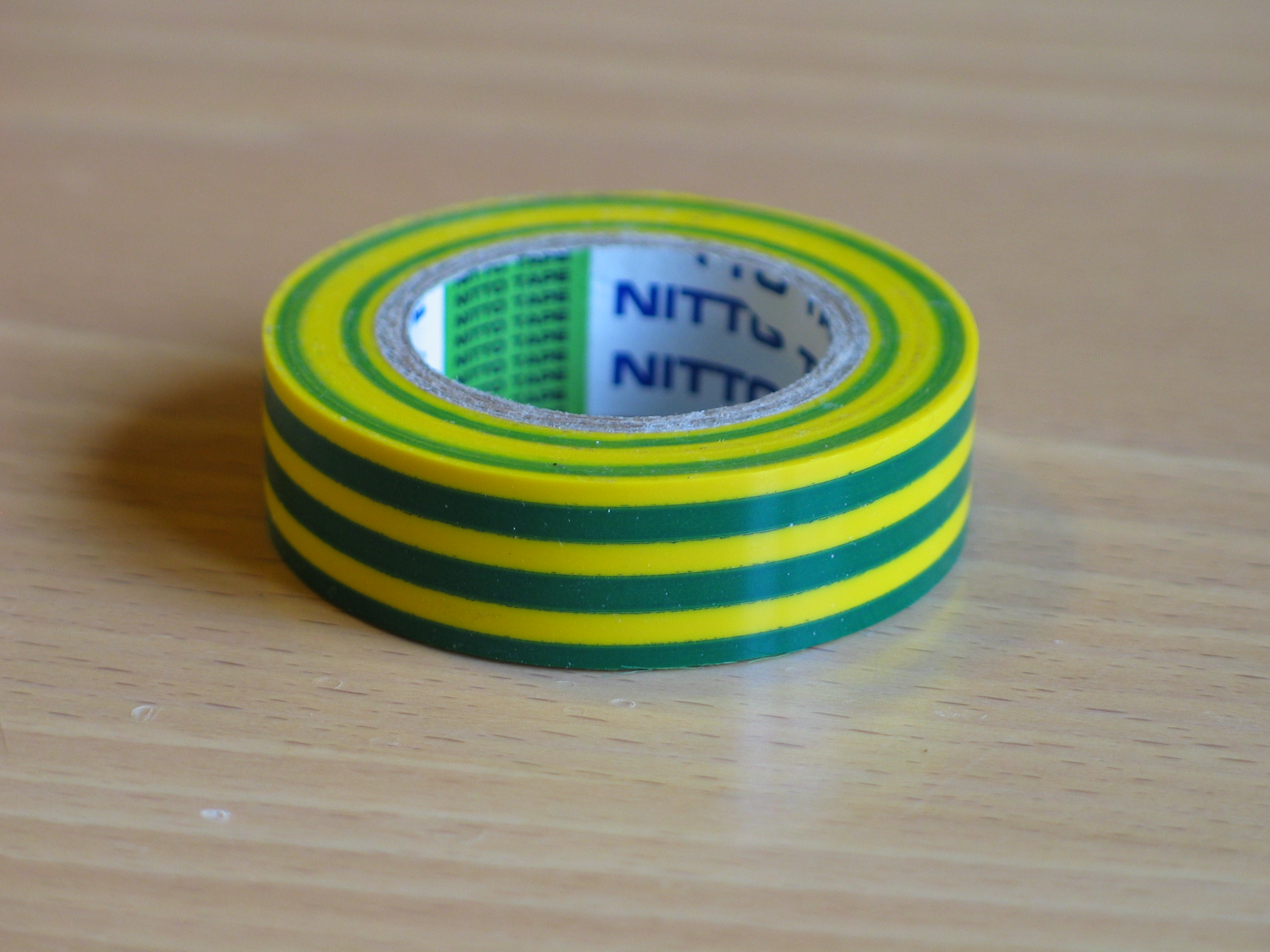
Gul-grön eltejp (skyddsjord)

Eltejp är en tejp som används för att isolera, bunta ihop, täta eller märka upp kablar eller ledningar. Eltejper används mest inom professionella yrkesgrupper som till exempel elektriker eller elinstallatörer. Tejpen tillverkas av olika plaster, men polyvinylklorid används oftast. Det ger en elastisk tejp som medför en bättre isolering som håller längre. Materialet på tejpen påverkar om tejpen skall appliceras utomhus eller inomhus eller tål andra påfrestningar som till exempel kemikalier.
Elektriker använder ibland eltejp med olika färgkoder för att visa vad en ledare används till, som skyddsjord.
Eltejp är ofta mer UV-beständig än andra tejper. Detta i kombination med att tejpen är elastisk har lett till att den används till många andra saker än isolering.

## Typer av specialtejper
- PVC-tejp – standardtejp
- Ledande tejp – för isolerande skikt på låg- och högspänningsskarvar.
- Tejp för höga temperaturer – tål hög temperatur, brandtålig
- Termisk vävd glasfibertejp – hög drag- och rivhållfasthet
- Vulktejp – självsmältande, tätar, isolerar
- Vävtejp – textiltejp
- Kopparflätstejp för skärmning – tennöverdragen koppar
- Självvulkaniserande tejp – isolermassa för snabb isolering
- Märktejp i olika färger – för att märka kablar
- Silvertejp - generell användning

## Annan användning
Eftersom tejpen är lätt att riva av för hand, enkelt kan skrivas på och oftast är lätt att avlägsna från släta ytor, är den användbar för en rad andra tillämpningar, såsom märkning och att temporärt fästa föremål till varandra. Tejpen rivs av för hand eller skärs med verktyg.
I Pakistan och Indien används eltejp för att isolera tennisbollar i syfte att spela cricket på bakgårdarna. Den elektriska tejpen ger en jämn yta, vilket gör att bollen blir svårare att slå och får bollen att studsa mindre. Dessa egenskaper gör att bollen efterliknar en cricketboll i läder, men fortfarande är betydligt billigare och mindre farlig.
Eltejpen används också bland annat av musikkårer, bland annat marscherande kårer. Slagverksmusikanterna lindar ofta sina trumpinnar med eltejp, vilket möjliggör ett bättre handgrepp. Det ger också längre livslängd på trumpinnarna. 